# The Amanda Show
 (novembre 2021).
The Amanda Show est une série américaine comique des années 1990.